# Giro d’Italia 2007
Giro d’Italia 2007 – 90. edycja wyścigu kolarskiego Giro d’Italia, która odbyła się w dniach od 12 maja do 3 czerwca 2007 na liczącej 3486 kilometrów trasie składającej się z 21 etapów, biegnącej z miasta Caprera do Mediolanu. Impreza kategorii 2.PT była częścią UCI ProTour 2007.

## Etapy

### Etap 1 – 12.05:Caprera-La Maddalena, 24 km (TTT)
|   | Drużyna | Kraj       | Czas    |
| - | ------- | ---------- | ------- |
| 1 | LIQ     | Włochy     | 33' 38" |
| 2 | AST     | Szwajcaria | + 13"   |
| 3 | CSC     | Dania      | + 30"   |

|   | Nazwisko          | Kraj   | Drużyna | Czas    |
| - | ----------------- | ------ | ------- | ------- |
| 1 | Enrico Gasparotto | Włochy | LIQ     | 33' 38" |
| 2 | Danilo di Luca    | Włochy | LIQ     | + 0'    |
| 3 | Vincenzo Nibali   | Włochy | LIQ     | + 0'    |

### Etap 2 – 13.05:Tempio Pausania-Bosa, 203 km
|   | Nazwisko            | Kraj      | Drużyna | Czas       |
| - | ------------------- | --------- | ------- | ---------- |
| 1 | Robbie McEwen       | Australia | PRL     | 5h 07' 13" |
| 2 | Paolo Bettini       | Włochy    | QSI     | + 0'       |
| 3 | Alessandro Petacchi | Włochy    | MRM     | + 0'       |

|   | Nazwisko          | Kraj   | Drużyna | Czas       |
| - | ----------------- | ------ | ------- | ---------- |
| 1 | Danilo Di Luca    | Włochy | LIQ     | 5h 40' 51" |
| 2 | Enrico Gasparotto | Włochy | LIQ     | + 0'       |
| 3 | Vincenzo Nibali   | Włochy | LIQ     | + 0'       |

### Etap 3 – 14.05:Barumini-Cagliari, 195 km
|   | Nazwisko            | Kraj      | Drużyna | Czas       |
| - | ------------------- | --------- | ------- | ---------- |
| 1 | Alessandro Petacchi | Włochy    | MRM     | 4h 22' 57" |
| 2 | Robert Förster      | Niemcy    | GST     | + 0'       |
| 3 | Maximiliano Richeze | Argentyna | PAN     | + 0'       |

|   | Nazwisko          | Kraj   | Drużyna | Czas        |
| - | ----------------- | ------ | ------- | ----------- |
| 1 | Enrico Gasparotto | Włochy | LIQ     | 10h 03' 48" |
| 2 | Danilo Di Luca    | Włochy | LIQ     | + 0'        |
| 3 | Andrea Noé        | Włochy | LIQ     | + 0'        |

### Etap 4 – 16.05:Salerno-Montevergino di Mercogliano, 158 km
|   | Nazwisko       | Kraj   | Drużyna | Czas       |
| - | -------------- | ------ | ------- | ---------- |
| 1 | Danilo Di Luca | Włochy | LIQ     | 4h 22' 42" |
| 2 | Riccardo Ricco | Włochy | SDV     | + 0'       |
| 3 | Damiano Cunego | Włochy | LAM     | + 0'       |

|   | Nazwisko          | Kraj   | Drużyna | Czas        |
| - | ----------------- | ------ | ------- | ----------- |
| 1 | Danilo Di Luca    | Włochy | LIQ     | 14h 26' 10" |
| 2 | Franco Pellizotti | Włochy | LIQ     | + 0' 26"    |
| 3 | Andrea Noé        | Włochy | LIQ     | + 0' 35"    |

### Etap 5 – 17.05:Teano-Frascati, 172 km
|   | Nazwisko            | Kraj     | Drużyna | Czas       |
| - | ------------------- | -------- | ------- | ---------- |
| 1 | Robert Förster      | Niemcy   | GST     | 4h 17' 02" |
| 2 | Thor Hushovd        | Norwegia | C.A     | + 0'       |
| 3 | Alessandro Petacchi | Włochy   | MRM     | + 0'       |

|   | Nazwisko          | Kraj   | Drużyna | Czas        |
| - | ----------------- | ------ | ------- | ----------- |
| 1 | Danilo Di Luca    | Włochy | LIQ     | 18h 43' 12" |
| 2 | Franco Pellizotti | Włochy | LIQ     | + 0' 26"    |
| 3 | Andrea Noé        | Włochy | LIQ     | + 0' 35"    |

### Etap 6 – 18.05:Tivoli-Spoleto, 181 km
|   | Nazwisko            | Kraj     | Drużyna | Czas       |
| - | ------------------- | -------- | ------- | ---------- |
| 1 | Luis Felipe Laverde | Kolumbia | PAN     | 4h 58' 23" |
| 2 | Marco Pinotti       | Włochy   | TMO     | +0'        |
| 3 | Christophe Kern     | Francja  | C.A     | +1' 30"    |

|   | Nazwisko       | Kraj       | Drużyna | Czas        |
| - | -------------- | ---------- | ------- | ----------- |
| 1 | Marco Pinotti  | Włochy     | TMO     | 23h 44' 32" |
| 2 | Hubert Schwab  | Szwajcaria | QSI     | +3' 30"     |
| 3 | Danilo Di Luca | Włochy     | LIQ     | +4' 12"     |

### Etap 7 – 19.05:Spoleto-Scarperia, 239 km
|   | Nazwisko            | Kraj     | Drużyna | Czas       |
| - | ------------------- | -------- | ------- | ---------- |
| 1 | Alessandro Petacchi | Włochy   | MRM     | 6h 14' 44" |
| 2 | Thor Hushovd        | Norwegia | C.A     | + 0'       |
| 3 | Paolo Bettini       | Włochy   | QSI     | + 0'       |

|   | Nazwisko       | Kraj       | Drużyna | Czas        |
| - | -------------- | ---------- | ------- | ----------- |
| 1 | Marco Pinotti  | Włochy     | TMO     | 29h 59' 16" |
| 2 | Hubert Schwab  | Szwajcaria | QSI     | + 3' 30"    |
| 3 | Danilo Di Luca | Włochy     | LIQ     | + 4' 12"    |

### Etap 8 – 20.05:Barberino di Mugello-Fiorano Modenese, 194 km
|   | Nazwisko          | Kraj       | Drużyna | Czas       |
| - | ----------------- | ---------- | ------- | ---------- |
| 1 | Kurt-Asle Arvesen | Norwegia   | CSC     | 4h 44' 59" |
| 2 | Paolo Bettini     | Włochy     | QSI     | + 0'       |
| 3 | Assan Bazajew     | Kazachstan | AST     | + 0'       |

|   | Nazwisko          | Kraj       | Drużyna | Czas        |
| - | ----------------- | ---------- | ------- | ----------- |
| 1 | Marco Pinotti     | Włochy     | TMO     | 34h 48' 34" |
| 2 | Andrea Noé        | Włochy     | LIQ     | + 28"       |
| 3 | Siergiej Jakowlew | Kazachstan | AST     | + 54"       |

### Etap 9 – 21.05:Reggio nell’Emilia-Camaiore, 182 km
|   | Nazwisko            | Kraj      | Drużyna | Czas       |
| - | ------------------- | --------- | ------- | ---------- |
| 1 | Danilo Napolitano   | Włochy    | LAM     | 4h 57' 08" |
| 2 | Robbie McEwen       | Australia | PRL     | + 0'       |
| 3 | Alessandro Petacchi | Włochy    | MRM     | + 0'       |

|   | Nazwisko          | Kraj       | Drużyna | Czas          |
| - | ----------------- | ---------- | ------- | ------------- |
| 1 | Marco Pinotti     | Włochy     | TMO     | + 39h 45' 42" |
| 2 | Andrea Noé        | Włochy     | LIQ     | + 28"         |
| 3 | Siergiej Jakowlew | Kazachstan | AST     | + 54"         |

### Etap 10 – 22.05:Camaiore-Santuario Nostra Signora della Guardia, 230 km
|   | Nazwisko         | Kraj       | Drużyna | Czas       |
| - | ---------------- | ---------- | ------- | ---------- |
| 1 | Leonardo Piepoli | Włochy     | SDV     | 6h 19' 07" |
| 2 | Danilo Di Luca   | Włochy     | LIQ     | + 18"      |
| 3 | Andy Schleck     | Luksemburg | CSC     | + 27"      |

|   | Nazwisko         | Kraj      | Drużyna | Czas        |
| - | ---------------- | --------- | ------- | ----------- |
| 1 | Andrea Noé       | Włochy    | LIQ     | 46h 06' 09" |
| 2 | Marzio Bruseghin | Włochy    | LAM     | + 1' 08"    |
| 3 | David Arroyo     | Hiszpania | GCE     | + 1' 15"    |

### Etap 11 – 23.05:Serravalle Scrivia-Pinerolo, 192 km
|   | Nazwisko            | Kraj      | Drużyna | Czas       |
| - | ------------------- | --------- | ------- | ---------- |
| 1 | Alessandro Petacchi | Włochy    | MRM     | 5h 46' 59" |
| 2 | Gabriele Balducci   | Włochy    | ASA     | + 0'       |
| 3 | Robbie McEwen       | Australia | PRL     | + 0'       |

|   | Nazwisko         | Kraj      | Drużyna | Czas        |
| - | ---------------- | --------- | ------- | ----------- |
| 1 | Andrea Noé       | Włochy    | LIQ     | 51h 53' 08" |
| 2 | Marzio Bruseghin | Włochy    | LAM     | + 1' 08"    |
| 3 | David Arroyo     | Hiszpania | GCE     | + 1' 15"    |

### Etap 12 – 25.05:Scalenghe-Briançon, 163 km
|   | Nazwisko        | Kraj       | Drużyna | Czas       |
| - | --------------- | ---------- | ------- | ---------- |
| 1 | Danilo Di Luca  | Włochy     | LIQ     | 4h 46' 39" |
| 2 | Gilberto Simoni | Włochy     | SDV     | + 0'       |
| 3 | Andy Schleck    | Luksemburg | CSC     | + 7'       |

|   | Nazwisko         | Kraj      | Drużyna | Czas        |
| - | ---------------- | --------- | ------- | ----------- |
| 1 | Danilo Di Luca   | Włochy    | LIQ     | 56h 42' 25" |
| 2 | Marzio Bruseghin | Włochy    | LAM     | + 1' 03"    |
| 3 | David Arroyo     | Hiszpania | GCE     | + 1' 16"    |

### Etap 13 – 25.05:Biella-Santuario di Oropa, 13 km (ITT)
|   | Nazwisko         | Kraj   | Drużyna | Czas      |
| - | ---------------- | ------ | ------- | --------- |
| 1 | Marzio Bruseghin | Włochy | LAM     | + 28' 55" |
| 2 | Leonardo Piepoli | Włochy | SDV     | + 1"      |
| 3 | Danilo Di Luca   | Włochy | LIQ     | + 8"      |

|   | Nazwisko         | Kraj       | Drużyna | Czas        |
| - | ---------------- | ---------- | ------- | ----------- |
| 1 | Danilo Di Luca   | Włochy     | LIQ     | 57h 11' 29" |
| 2 | Marzio Bruseghin | Włochy     | LAM     | + 55"       |
| 3 | Andy Schleck     | Luksemburg | CSC     | + 1' 57"    |

### Etap 14 – 26.05:Cantù-Bergamo, 181 km
|   | Nazwisko         | Kraj   | Drużyna | Czas       |
| - | ---------------- | ------ | ------- | ---------- |
| 1 | Stefano Garzelli | Włochy | ASA     | 4h 58' 34" |
| 2 | Gilberto Simoni  | Włochy | SDV     | + 0'       |
| 3 | Paolo Bettini    | Włochy | QSI     | + 0'       |

|   | Nazwisko         | Kraj       | Drużyna | Czas        |
| - | ---------------- | ---------- | ------- | ----------- |
| 1 | Danilo Di Luca   | Włochy     | LIQ     | 62h 10' 40" |
| 2 | Marzio Bruseghin | Włochy     | LAM     | + 55"       |
| 3 | Andy Schleck     | Luksemburg | CSC     | + 1' 57"    |

### Etap 15 – 27.05:Trento-Tre Cime di Lavaredo, 190 km
|   | Nazwisko          | Kraj     | Drużyna | Czas       |
| - | ----------------- | -------- | ------- | ---------- |
| 1 | Ricardo Ricco     | Włochy   | SDV     | 5h 47' 22" |
| 2 | Leonardo Piepoli  | Włochy   | SDV     | + 0'       |
| 3 | Ivan Ramiro Parra | Kolumbia | Cofidis | + 10"      |

|   | Nazwisko       | Kraj       | Drużyna | Czas        |
| - | -------------- | ---------- | ------- | ----------- |
| 1 | Danilo Di Luca | Włochy     | LIQ     | 68h 00' 55" |
| 2 | Eddy Mazzoleni | Włochy     | AST     | + 1' 51"    |
| 3 | Andy Schleck   | Luksemburg | CSC     | + 2' 56"    |

### Etap 16 – 29.05:Agordo-Lienz, 196 km
|   | Nazwisko         | Kraj      | Drużyna | Czas       |
| - | ---------------- | --------- | ------- | ---------- |
| 1 | Stefano Garzelli | Włochy    | ASA     | 5h 34' 07" |
| 2 | Laurent Mangel   | Francja   | A2R     | + 1' 01"   |
| 3 | Ricardo Serrano  | Hiszpania | TCS     | + 1' 1"    |

|   | Nazwisko       | Kraj       | Drużyna | Czas        |
| - | -------------- | ---------- | ------- | ----------- |
| 1 | Danilo Di Luca | Włochy     | LIQ     | 73h 43' 12" |
| 2 | Eddy Mazzoleni | Włochy     | AST     | + 1' 51"    |
| 3 | Andy Schleck   | Luksemburg | CSC     | + 2' 56"    |

### Etap 17 – 30.05:Lienz-Monte Zoncolan, 146 km
|   | Nazwisko         | Kraj       | Drużyna | Czas       |
| - | ---------------- | ---------- | ------- | ---------- |
| 1 | Gilberto Simoni  | Włochy     | SDV     | 3h 51' 52" |
| 2 | Leonardo Piepoli | Włochy     | SDV     | + 0'       |
| 3 | Andy Schleck     | Luksemburg | CSC     | + 7"       |

|   | Nazwisko        | Kraj       | Drużyna | Czas        |
| - | --------------- | ---------- | ------- | ----------- |
| 1 | Danilo Di Luca  | Włochy     | LIQ     | 77h 35' 35" |
| 2 | Andy Schleck    | Luksemburg | CSC     | + 2' 24"    |
| 3 | Gilberto Simoni | Włochy     | SDV     | + 2' 28"    |

### Etap 18 – 31.05:Udine-Riese Pio X, 182 km
|   | Nazwisko            | Kraj      | Drużyna | Czas       |
| - | ------------------- | --------- | ------- | ---------- |
| 1 | Alessandro Petacchi | Włochy    | MRM     | 4h 32' 51" |
| 2 | Maximiliano Richeze | Argentyna | PAN     | + 0'       |
| 3 | Matti Breschel      | Dania     | CSC     | + 0'       |

|   | Nazwisko        | Kraj       | Drużyna | Czas          |
| - | --------------- | ---------- | ------- | ------------- |
| 1 | Danilo Di Luca  | Włochy     | LIQ     | + 82h 08' 26" |
| 2 | Andy Schleck    | Luksemburg | CSC     | + 2' 24"      |
| 3 | Gilberto Simoni | Włochy     | SDV     | + 2' 28"      |

### Etap 19 – 01.06:Treviso-Comano, 178 km
|   | Nazwisko          | Kraj      | Drużyna | Czas         |
| - | ----------------- | --------- | ------- | ------------ |
| 1 | Iban Mayo         | Hiszpania | SDV     | + 4h 34' 49" |
| 2 | Giovanni Visconti | Włochy    | QSI     | + 43"        |
| 3 | Marco Marzano     | Włochy    | LAM     | + 1' 04"     |

|   | Nazwisko        | Kraj       | Drużyna | Czas        |
| - | --------------- | ---------- | ------- | ----------- |
| 1 | Danilo Di Luca  | Włochy     | LIQ     | 86h 46' 28" |
| 2 | Andy Schleck    | Luksemburg | CSC     | + 2' 24"    |
| 3 | Gilberto Simoni | Włochy     | SDV     | + 2' 28"    |

### Etap 20 – 02.06:Bardolino-Werona, 42 km (ITT)
|   | Nazwisko         | Kraj              | Drużyna | Czas    |
| - | ---------------- | ----------------- | ------- | ------- |
| 1 | Paolo Savoldelli | Włochy            | AST     | 52' 20" |
| 2 | Eddy Mazzoleni   | Włochy            | AST     | + 36"   |
| 3 | David Zabriskie  | Stany Zjednoczone | CSC     | + 38"   |

|   | Nazwisko       | Kraj       | Drużyna | Czas        |
| - | -------------- | ---------- | ------- | ----------- |
| 1 | Danilo Di Luca | Włochy     | LIQ     | 87h 40' 45" |
| 2 | Andy Schleck   | Luksemburg | CSC     | + 1' 55"    |
| 3 | Eddy Mazzoleni | Włochy     | AST     | + 2' 55"    |

### Etap 21 – 03.06:Vestone-Mediolan, 181 km
|   | Nazwisko            | Kraj      | Drużyna | Czas       |
| - | ------------------- | --------- | ------- | ---------- |
| 1 | Alessandro Petacchi | Włochy    | MRM     | 5h 18' 54" |
| 2 | Maximiliano Richeze | Argentyna | PAN     | + 0'       |
| 3 | Paolo Bettini       | Włochy    | QSI     | + 0'       |

|   | Nazwisko       | Kraj       | Drużyna | Czas        |
| - | -------------- | ---------- | ------- | ----------- |
| 1 | Danilo Di Luca | Włochy     | LIQ     | 92h 59' 39" |
| 2 | Andy Schleck   | Luksemburg | CSC     | + 1' 55"    |
| 3 | Eddy Mazzoleni | Włochy     | AST     | + 2' 25"    |

## Posiadacze koszulek po poszczególnych etapach
| Etap (zwycięzca)               | Generalna Maglia rosa | Górksa Maglia verde | Punktowa Maglia ciclamino | Młodzieżowa Maglia bianca | Trofeo Fast Team          | Trofeo Super Team         |
| ------------------------------ | --------------------- | ------------------- | ------------------------- | ------------------------- | ------------------------- | ------------------------- |
| Etap 1 TTT (Liquigas)          | Enrico Gasparotto     | brak                | brak                      | Enrico Gasparotto         | Liquigas                  | Liquigas                  |
| Etap 2 (Robbie McEwen)         | Danilo di Luca        | Pavel Brutt         | Robbie McEwen             | Enrico Gasparotto         | Liquigas                  | Astana                    |
| Etap 3 (Alessandro Petacchi)   | Enrico Gasparotto     | Pavel Brutt         | Alessandro Petacchi       | Enrico Gasparotto         | Liquigas                  | Caisse d’Épargne          |
| Etap 4 (Danilo Di Luca)        | Danilo Di Luca        | Danilo Di Luca      | Robbie McEwen             | Vincenzo Nibali           | Liquigas                  | Liquigas                  |
| Etap 5 (Robert Förster)        | Danilo Di Luca        | Danilo Di Luca      | Alessandro Petacchi       | Vincenzo Nibali           | Liquigas                  | Lampre - Fondital         |
| Etap 6 (Luis Felipe Laverde)   | Marco Pinotti         | Luis Felipe Laverde | Alessandro Petacchi       | Hubert Schwab             | Ceramica Panaria-Navigare | Ceramica Panaria-Navigare |
| Etap 7 (Alessandro Petacchi)   | Marco Pinotti         | Luis Felipe Laverde | Alessandro Petacchi       | Hubert Schwab             | Ceramica Panaria-Navigare | Ceramica Panaria-Navigare |
| Etap 8 (Kurt-Asle Arvesen)     | Marco Pinotti         | Luis Felipe Laverde | Alessandro Petacchi       | Aleksander Arkiejew       | Lampre - Fondital         | Ceramica Panaria-Navigare |
| Etap 9 (Danilo Napolitano)     | Marco Pinotti         | Luis Felipe Laverde | Alessandro Petacchi       | Aleksander Arkiejew       | Lampre - Fondital         | Ceramica Panaria-Navigare |
| Etap 10 (Leonardo Piepoli)     | Andrea Noè            | Danilo Di Luca      | Alessandro Petacchi       | Andy Schleck              | Lampre - Fondital         | Lampre - Fondital         |
| Etap 11 (Alessandro Petacchi)  | Andrea Noè            | Danilo Di Luca      | Alessandro Petacchi       | Andy Schleck              | Lampre - Fondital         | Lampre - Fondital         |
| Etap 12 (Danilo Di Luca)       | Danilo Di Luca        | Danilo Di Luca      | Alessandro Petacchi       | Andy Schleck              | Lampre - Fondital         | Lampre - Fondital         |
| Etap 13 ITT (Marzio Bruseghin) | Danilo Di Luca        | Danilo Di Luca      | Alessandro Petacchi       | Andy Schleck              | Lampre - Fondital         | Lampre - Fondital         |
| Etap 14 (Stefano Garzelli)     | Danilo Di Luca        | Danilo Di Luca      | Alessandro Petacchi       | Andy Schleck              | Lampre - Fondital         | Lampre - Fondital         |
| Etap 15 (Riccardo Ricco)       | Danilo Di Luca        | Leonardo Piepoli    | Alessandro Petacchi       | Andy Schleck              | Saunier Duval - Prodir    | Lampre - Fondital         |
| Etap 16 (Stefano Garzelli)     | Danilo Di Luca        | Leonardo Piepoli    | Alessandro Petacchi       | Andy Schleck              | Ceramica Panaria-Navigare | Lampre - Fondital         |
| Etap 17 (Gilberto Simoni)      | Danilo Di Luca        | Leonardo Piepoli    | Alessandro Petacchi       | Andy Schleck              | Saunier Duval - Prodir    | Lampre - Fondital         |
| Etap 18 (Alessandro Petacchi)  | Danilo Di Luca        | Leonardo Piepoli    | Alessandro Petacchi       | Andy Schleck              | Saunier Duval - Prodir    | Lampre - Fondital         |
| Etap 19 (Iban Mayo)            | Danilo Di Luca        | Leonardo Piepoli    | Alessandro Petacchi       | Andy Schleck              | Saunier Duval - Prodir    | Lampre - Fondital         |
| Etap 20 ITT (Paolo Savoldelli) | Danilo Di Luca        | Leonardo Piepoli    | Alessandro Petacchi       | Andy Schleck              | Saunier Duval - Prodir    | Lampre - Fondital         |
| Etap 21 (Alessandro Petacchi)  | Danilo Di Luca        | Leonardo Piepoli    | Alessandro Petacchi       | Andy Schleck              | Saunier Duval - Prodir    | Lampre - Fondital         |
| Koniec                         | Danilo Di Luca        | Leonardo Piepoli    | Alessandro Petacchi       | Andy Schleck              | Saunier Duval - Prodir    | Lampre - Fondital         |

## Klasyfikacja końcowa

### Klasyfikacja generalna
|    | Nazwisko           | Drużyna | Czas        |
| -- | ------------------ | ------- | ----------- |
| 1  | Danilo Di Luca     | LIQ     | 92h 59' 39" |
| 2  | Andy Schleck       | CSC     | + 1' 55"    |
| 3  | Eddy Mazzoleni     | AST     | + 2' 25"    |
| 4  | Gilberto Simoni    | SDV     | + 3' 15"    |
| 5  | Damiano Cunego     | LAM     | + 3' 49"    |
| 6  | Ricardo Ricco      | SDV     | + 7' 00"    |
| 7  | Jewgienij Pietrow  | TCS     | + 8' 34"    |
| 8  | Marzio Bruseghin   | LAM     | + 10' 14"   |
| 9  | Franco Pellizotti  | LIQ     | + 10' 44"   |
| 10 | David Arroyo       | GCE     | + 11' 58"   |
| 11 | Emanuele Sella     | PAN     | + 13' 08"   |
| 12 | Paolo Savoldelli   | AST     | + 13' 30"   |
| 13 | Ivan Ramiro Parra  | COF     | + 14' 48"   |
| 14 | Leonardo Piepoli   | SDV     | + 17' 40"   |
| 15 | Patxi Vila         | LAM     | + 19' 13"   |
| 16 | Stefano Garzelli   | ASA     | + 19' 39"   |
| 17 | Domenico Pozzovivo | PAN     | + 23' 55"   |
| 18 | Marco Pinotti      | TMO     | + 29' 41"   |
| 19 | Vincenzo Nibali    | LIQ     | + 31' 42"   |
| 20 | Mario Aerts        | PRL     | + 32' 48"   |

### Klasyfikacja górska
|   | Nazwisko          | Drużyna | Punkty |
| - | ----------------- | ------- | ------ |
| 1 | Leonardo Piepoli  | SDV     | 79     |
| 2 | Fortunato Baliani | PAN     | 46     |
| 3 | Danilo Di Luca    | LIQ     | 45     |

### Klasyfikajca punktowa
|   | Nazwisko            | Drużyna | Punkty |
| - | ------------------- | ------- | ------ |
| 1 | Alessandro Petacchi | MRM     | 185    |
| 2 | Danilo Di Luca      | LIQ     | 130    |
| 3 | Paolo Bettini       | QSI     | 120    |

### Klasyfikacja młodzieżowa
|   | Nazwisko           | Drużyna | Czas        |
| - | ------------------ | ------- | ----------- |
| 1 | Andy Schleck       | CSC     | 93h 01' 34" |
| 2 | Ricardo Ricco      | SDV     | +5' 05"     |
| 3 | Domenico Pozzovivo | PAN     | +22' 00"    |

### Klasyfikacja kombinowana
|   | Nazwisko            | Drużyna | Punkty |
| - | ------------------- | ------- | ------ |
| 1 | Alessandro Petacchi | MRM     | 43     |
| 2 | Leonardo Piepoli    | SDV     | 39     |
| 3 | Fortunato Baliani   | PAN     | 36     |

### Klasyfikacja Trofeo Fast Team
|   | Drużyna                | Kraj      | Czas         |
| - | ---------------------- | --------- | ------------ |
| 1 | Saunier Duval - Prodir | Hiszpania | 278h 11' 31" |
| 2 | Liquigas               | Włochy    | + 3' 53"     |
| 3 | Lampre - Fondital      | Włochy    | + 6' 06"     |

### Klasyfikacja Trofeo Super Team
|   | Drużyna                   | Kraj     | Punkty |
| - | ------------------------- | -------- | ------ |
| 1 | Lampre - Fondital         | Włochy   | 208    |
| 2 | Liquigas                  | Włochy   | 364    |
| 3 | Ceramica Panaria-Navigare | Irlandia | 359    |

## Drużyny i zawodnicy
| Nation            | UCI Code | Team Name                          |
| ----------------- | -------- | ---------------------------------- |
| Włochy            | ASA      | Acqua & Sapone-Caffè Mokambo       |
| Francja           | A2R      | AG2R Prévoyance                    |
| Szwajcaria        | AST      | Astana                             |
| Francja           | BTL      | Bouygues Télécom                   |
| Hiszpania         | GCE      | Caisse d’Épargne                   |
| Irlandia          | PAN      | Ceramica Panaria-Navigare          |
| Francja           | COF      | Cofidis                            |
| Francja           | C.A      | Credit Agricole                    |
| Stany Zjednoczone | DSC      | Discovery Channel Pro Cycling Team |
| Hiszpania         | EUS      | Euskaltel-Euskadi                  |
| Francja           | FDJ      | La Française des Jeux              |
| Niemcy            | GST      | Gerolsteiner                       |
| Włochy            | LAM      | Lampre-Fondital                    |
| Włochy            | LIQ      | Liquigas                           |
| Belgia            | PRL      | Predictor-Lotto                    |
| Belgia            | QSI      | Quick Step-Innergetic              |
| Holandia          | RAB      | Rabobank                           |
| Hiszpania         | SDV      | Saunier Duval-Prodir               |
| Dania             | CSC      | Team CSC                           |
| Włochy            | MRM      | Team Milram                        |
| Włochy            | TCS      | Tinkoff Credit Systems             |
| Niemcy            | TMO      | T-Mobile Team                      |

### Wycofani z wyścigu
|     | Etap | Nazwisko                | Drużyna                            | Przyczyna                               |
| --- | ---- | ----------------------- | ---------------------------------- | --------------------------------------- |
| DNS | 1    | Carlos da Cruz          | La Française des Jeux              | Zranienie nogi                          |
| DNS | 2    | Michael Barry           | T-Mobile Team                      | Gorączka                                |
| DNS | 2    | Volker Ordowski         | Gerolsteiner                       | Zatrucie pokarmowe                      |
| DNS | 3    | Andrea Tonti            | Quick Step-Innergetic              | Złamanie nosa                           |
| DNS | 3    | Adam Hansen             | T-Mobile Team                      | Złamanie palca                          |
| DNS | 3    | Graeme Brown            | Rabobank                           | Choroba                                 |
| DNF | 4    | Ian McLeod              | La Française des Jeux              | Złamanie obojczyka                      |
| DNS | 5    | Joan Horrach            | Caisse d’Épargne                   | Kontuzja uda                            |
| DNS | 6    | Thomas Ziegler          | T-Mobile Team                      |                                         |
| DNS | 6    | Patrice Halgand         | Credit Agricole                    | Złamanie obojczyka                      |
| DNF | 6    | Leon Van Bon            | Rabobank                           | Ból brzucha                             |
| DNF | 7    | Timothy Gudsell         | La Française des Jeux              | Rana uda                                |
| DNS | 7    | Thomas Voeckler         | Bouygues Télécom                   | Uraz kolana                             |
| DNF | 8    | Cyrille Monnerais       | La Française des Jeux              |                                         |
| DNF | 8    | Michael Blaudzun        | Team CSC                           | Wirus                                   |
| DNF | 8    | Beñat Albizuri          | Euskaltel - Euskadi                | Ból brzucha                             |
| DNF | 8    | Julien Loubet           | AG2R Prévoyance                    |                                         |
| DNS | 10   | Alberto Ongarato        | Team Milram                        | Kontuzja kolana                         |
| DNF | 10   | Juan José Haedo         | Team CSC                           | Wyczerpanie                             |
| DNF | 10   | Gregory Henderson       | T-Mobile Team                      |                                         |
| DNF | 10   | José Joaquin Rojas      | Caisse d’Épargne                   |                                         |
| DNF | 10   | Aleksiej Markow         | Caisse d’Épargne                   |                                         |
| DNF | 10   | Arnaud Labbe            | Bouygues Télécom                   | Wyczerpanie                             |
| DNF | 10   | Yohann Gène             | Bouygues Télécom                   | Kontuzja kolana                         |
| DNF | 10   | Paride Grillo           | Ceramica Panaria-Navigare          |                                         |
| DNF | 10   | Sergio Ghisalberti      | Team Milram                        | Ból pleców                              |
| DNS | 11   | Davide Rebellin         | Team Gerolsteiner                  | Wyczerpanie                             |
| DNS | 12   | George Hincapie         | Discovery Channel Pro Cycling Team |                                         |
| DNS | 12   | Aitor Hernández         | Euskaltel - Euskadi                | Złamanie obojczyka                      |
| DNS | 12   | Robbie McEwen           | Predictor-Lotto                    | Wcześniej planowane wycofanie           |
| DNS | 12   | Robert Förster          | Team Gerolsteiner                  |                                         |
| DNF | 12   | Thor Hushovd            | Crédit Agricole                    | Wcześniej planowane wycofanie           |
| DNF | 12   | Danilo Napolitano       | Lampre - Fondital                  | Wyczerpanie                             |
| DNF | 12   | Gabriele Balducci       | Acqua & Sapone-Caffè Mokambo       |                                         |
| DNF | 12   | Simone Masciarelli      | Acqua & Sapone-Caffè Mokambo       |                                         |
| DNF | 12   | Dionisio Galpalsoro     | Euskaltel - Euskadi                | Złamanie ręki                           |
| DNF | 12   | Fabian Cancellara       | Team CSC                           |                                         |
| DNF | 12   | Aleksander Kołobniew    | Team CSC                           | Choroba                                 |
| DNS | 13   | Jarosław Popowycz       | Discovery Channel Pro Cycling Team | Kontuzja pleców i kolana                |
| DNS | 14   | Iwan Rowny              | Tinkoff Credit Systems             |                                         |
| DNF | 14   | Aleksander Arkiejew     | Acqua & Sapone-Caffè Mokambo       |                                         |
| DNF | 14   | Francesco Bellotti      | Crédit Agricole                    | Wypadek                                 |
| DNF | 14   | Mathieu Heijboer        | Cofidis                            |                                         |
| DNF | 14   | Fabio Sabatini          | Team Milram                        | Bóle nogi                               |
| DNF | 14   | Jurgen Van De Walle     | Quick Step-Innergetic              |                                         |
| DNF | 14   | Max Van Heeswijk        | Rabobank                           | Problemy z oddychaniem                  |
| DNF | 14   | Brian Vandborg          | Discovery Channel Pro Cycling Team |                                         |
| DNF | 14   | Steve Zampieri          | Cofidis                            |                                         |
| DNF | 14   | Oliver Zaugg            | Team Gerolsteiner                  |                                         |
| DNF | 14   | Joseba Zubeldia Aguirre | Euskaltel - Euskadi                |                                         |
| DNS | 15   | Wim Van Huffel          | Predictor-Lotto                    | Dolegliwości po wypadku                 |
| DNF | 15   | Rubens Bertogliati      | Saunier Duval - Prodir             |                                         |
| DNF | 15   | Manuele Mori            | Saunier Duval - Prodir             |                                         |
| DNF | 15   | Siergiej Jakowlew       | Team Astana                        |                                         |
| DNS | 17   | Aketza Pena Iza         | Euskaltel - Euskadi                | Pozytywny wynik badania antydopingowego |
| DNF | 18   | Charles Wegelius        | Liquigas                           | Gorączka                                |

Legenda
- DNF (z ang. Did Not Finished) – nie ukończył danego etapu
- DNS (z ang. Did Not Started) – nie wystartował do danego etapu